# 영화 목록/ㅇ
| #  | ㄱ  | ㄴ | ㄷ | ㄹ | ㅁ | ㅂ |
| ㅅ | ㅇ  | ㅈ | ㅊ | ㅋ | ㅌ | ㅍ |
| ㅎ | A~Z |    |    |    |    |    |

다음은 'ㅇ'자로 시작하는 영화 목록이다.

## 아-얘
- 아네트 (2021년)
- 아라비아의 로렌스 (1962년)
- 아르고 (2012년)
- 아름다운 청년 전태일 (1995년)
- 아리랑 (1926년)
- 아리랑 (1954년)
- 아리랑 (1974년)
- 아리랑 (2003년)
- 아리랑 (2011년)
- 아메리칸 드림 인 차이나 (2013년)
- 아메리칸 뷰티 (1999년)
- 아메리칸 사이코 (2000년)
- 아메리칸 셰프 (2014년)
- 아메리칸 허슬 (2013년)
- 아멜리에 (2001년)
- 아무도 모른다 (2005년)
- 아바타 (2009년)
- 아바타: 물의 길 (2023년)
- 아이들... (2013년)
- 아이, 로봇 (2004년)
- 아이리시맨 (2019년)
- 아이, 토냐 (2017년)
- 아이스 에이지 (2002년)
- 아이스 에이지 2 (2006년)
- 아이스 에이지 3: 공룡시대 (2009년)
- 아이스 에이지 4: 대륙 이동설 (2012년)
- 아이스 에이지: 지구 대충돌 (2016년)
- 아이언맨 (2008년)
- 아이언맨 2 (2010년)
- 아이언맨 3 (2013년)
- 아이언 자이언트 (1999년)
- 아이 캔 스피크 (2017년)
- 아이, 토냐 (2017년)
- 아저씨 (2010년)
- 아제 아제 바라아제 (1989년)
- 아키라 (1988년)
- 아쿠아맨 (2018년)
- 아쿠아맨과 로스트 킹덤 (2023년)
- 아티스트 (2011년)
- 아파트 열쇠를 빌려드립니다 (1960년)
- 아홉 살 인생 (2004년)
- 악마는 프라다를 입는다 (2006년)
- 안녕, 헤이즐 (2014년)
- 안녕, 형아 (2005년)
- 알라딘 (1992년)
- 알라딘 (2019년)
- 알로, 슈티 (2008년)
- 알.이.씨 (2008년)
- 알.이.씨 2 (2009년)
- 알.이.씨 3: 제네시스 (2012년)
- 알.이.씨 4: 아포칼립스 (2014년)
- 알투비:리턴투베이스 (2012년)
- 암살 (2015년)
- 애나벨 (2014년)
- 애나벨: 인형의 주인 (2017년)
- 애니 홀 (1977년)
- 애스터로이드 시티 (2023년)
- 양들의 침묵 (1991년)

## 어-예
- 어느 가족 (2018년)
- 어메이징 스파이더맨 (2012년)
- 어메이징 스파이더맨 2 (2014년)
- 어바웃 타임 (2012년)
- 어벤져스 (2012년)
- 어벤져스: 에이지 오브 울트론 (2015년)
- 어벤져스: 인피니티 워 (2018년)
- 어벤져스: 엔드게임 (2019년)
- 어벤져스: 캉 다이너스티 (2026년)
- 어벤져스: 시크릿 워즈 (2027년)
- 어 퍼펙트 데이 (2015년)
- 언브로큰 (2015년)
- 언스토퍼블 (2010년)
- 언어의 정원 (2013년)
- 언컷 젬스 (2019년)
- 언터처블: 1%의 우정 (2011년)
- 업 (2009년)
- 엉클 분미 (2010년)
- 에너미 오브 스테이트 (1998년)
- 에놀라 홈즈 (2020년)
- 에브리바디 올라잇 (2010년)
- 에브리씽 에브리웨어 올 앳 원스 (2022년)
- 에펠 (2021년)
- 엑스맨 (2000년)
- 엑스맨 2 (2003년)
- 엑스맨: 데이즈 오브 퓨처 패스트 (2014년)
- 엑스맨: 아포칼립스 (2016년)
- 엑스맨: 최후의 전쟁 (2006년)
- 엑스맨 탄생: 울버린 (2009년)
- 엑스맨: 퍼스트 클래스 (2011년)
- 엑시트 (2019년)
- 엔칸토: 마법의 세계 (2021년)
- 엘리멘탈 (2023년)
- 엘리제궁의 요리사 (2012년)
- 여고괴담 (1998년)
- 여고괴담 두번째 이야기 (1999년)
- 여고괴담 3: 여우계단 (2003년)
- 여고괴담 4: 목소리 (2005년)
- 여고괴담 5: 동반자살 (2009년)
- 여인의 향기 (1992년)
- 여자는 남자의 미래다 (2004년)
- 연가시 (2012년)
- 역도산 (2004년)
- 역린 (2014년)
- 연가시 (2012년)
- 연애의 목적 (2005년)
- 연평해전 (2015년)
- 열차의 도착 (1895년)
- 염력 (2018년)
- 엽기적인 그녀 (2001년)
- 엽기적인 그녀 2 (2016년)
- 영웅본색 (1986년)
- 영웅본색 2 (1988년)
- 영웅본색 3 (1989년)
- 영웅본색 4 (2018년)
- 예감은 틀리지 않는다 (2017년)
- 예수는 역사다 (2017년)

## 오-요
- 오감도 (2009년)
- 오발탄 (1960년)
- 오버드라이브 (2017년)
- 오베라는 남자 (2015년)
- 오블리비언 (2013년)
- 오페라의 유령 (2004년)
- 오! 수정 (2000년)
- 오아시스 (2002년)
- 오징어와 고래 (2005년)
- 오피스 (2015년)
- 오펜하이머 (2023년)
- 옥자 (2017년)
- 옥희의 영화 (2010년)
- 온리 더 브레이브 (2017년)
- 올드보이 (2003년)
- 옹박: 더 레전드 (2008년)
- 옹박 - 두 번째 미션 (2005년)
- 옹박: 마지막 미션 (2010년)
- 옹박 - 무에타이의 후예 (2003년)
- 와즈다 (2012년)
- 완벽한 타인 (2018년)
- 왓치맨 (2009년)
- 왕의 남자 (2005년)
- 용의자 (2013년)
- 용의자X (2012년)
- 용의자 X의 헌신 (2009년)

## 우-유
- 우게츠 이야기 (1953년)
- 우리들의 일그러진 영웅 (1992년)
- 우리별 일호와 얼룩소 (2013년)
- 우리 생애 최고의 순간 (2008년)
- 우리 선희 (2013년)
- 우아한 세계 (2007년)
- 우주 전쟁 (2005년)
- 울고 싶은 나는 고양이 가면을 쓴다 (2020년)
- 워낭소리 (2009년)
- 원더스트럭 (2017년)
- 원스 (2006년)
- 월드워Z (2013년)
- 월터의 상상은 현실이 된다 (2013년)
- 월-E (2008년)
- 월요일이 사라졌다 (2017년)
- 웨이 백 (2010년)
- 웰컴 미스터 맥도날드 (1997년)
- 웰컴 투 동막골 (2005년)
- 웰컴 투 마웬 (2018년)
- 위대한 독재자 (1940년)
- 위플래쉬 (2014년)
- 유령수업 (1988년)
- 유령 신부 (2005년)
- 유주얼 서스펙트 (1995년)

## 으-이
- 은하수를 여행하는 히치하이커를 위한 안내서 (2005년)
- 의형제 (1965년)
- 의형제 (2010년)
- 위시 (2024년)
- 이끼 (2010년)
- 이너스페이스 (1987년)
- 이모티: 더 무비 (2017년)
- 이미테이션 게임 (2014년)
- 이 세상의 한구석에 (2016년)
- 이웃집 야마다군 (1999년)
- 이웃집 토토로 (1988년)
- 이지 라이더 (1969년)
- 이창 (1954년)
- 이퀼리브리엄 (2002년)
- 이키루 (1952년)
- 이터널 선샤인 (2004년)
- 익스트랙션 (2020년)
- 익스트랙션 2 (2023년)
- 익스펜더블 (2008년)
- 익스펜더블 2 (2012년)
- 익스펜더블 3 (2014년)
- 익스펜더블 4 (2023년)
- 인디아나 존스: 미궁의 사원 (1984년)
- 인디아나 존스: 운명의 다이얼 (2023년)
- 인디아나 존스: 최후의 성전 (1989년)
- 인디아나 존스: 크리스탈 해골의 왕국 (2008년)
- 인디아나 존스: 운명의 다이얼 (2023년)
- 인랑 (2000년)
- 인랑 (2018년)
- 인류멸망보고서 (2012년)
- 인생은 아름다워 (1997년)
- 인생은 아름다워
- 인셉션 (2010년)
- 인어공주 (1989년)
- 인어 공주 (2004년)
- 인어공주 (2023년)
- 인정사정 볼 것 없다 (1999년)
- 인천상륙작전 (1965년)
- 인천상륙작전 (2016년)
- 인크레더블 (2004년)
- 인크레더블 2 (2018년)
- 인크레더블 헐크 (2008년)
- 인터스텔라 (2014년)
- 인턴 (2015년)
- 인턴십 (2013년)
- 인투 더 와일드 (2007년)
- 인시디어스 (2010년)
- 인시디어스: 두번째 집 (2013년)
- 인시디어스 3 (2015년)
- 인시디어스 4: 라스트 키 (2018년)
- 인시디어스: 빨간 문 (2023년)
- 일본 침몰 (2006년)
- 잉글리쉬 페이션트 (1996년)